# Raninidae
Raninidae is een familie van de sectie Raninoida uit de infraorde krabben en omvat volgende onderfamilies: 
- Cyrtorhininae  Guinot, 1993
- Lyreidinae  Guinot, 1993
- Notopodinae  Serène & Umali, 1970
- Ranininae  De Haan, 1839
- Raninoidinae  Lőrenthey, 1929
- Symethinae  Goeke, 1981

## Uitgestorven
- Palaeocorystinae  †  Lőrenthey, 1929